# Colonie du Gabon
1906–1960
Entités précédentes :
- Moyen-Congo

Entités suivantes :
- Gabon

La colonie du Gabon était une colonie de l'Empire colonial français qui a existé de 1906 à 1960, date à laquelle elle a pris son indépendance pour former la République gabonaise.

## Histoire

### Période précoloniale
Le Gabon a connu son premier contact avec les Européens autour de 1472. Sous le règne d’Henri le Navigateur, deux marins portugais, João de Santarém et Pedro Escobar découvrent l’Estuaire du Komo. Ils nomment cette terre gabao en raison de la forme de la côte au niveau de l’estuaire qui leur fait penser à un Caban . Dès le XVIe siècle, un commerce se met en place avec des populations gabonaises de la côte. De l’ivoire, des bois tropicaux ou du caoutchouc sont échangés contre de la poudre, des fusils de l’alcool ou des verroteries. Ces biens européens seront peu après échangées contre des captifs, destinés à grossir la main d’œuvre servile du Nouveau Monde. Les premiers Français arrivent sur la côte en 1515. Ils fondent leur premier établissement permanent en 1765.

### Conquête française
Alors que les populations locales ont connu des contacts réguliers avec diverses nations européennes (Portugal, France, Pays-Bas, Royaume-Uni), Les Français vont habilement s’emparer du Gabon en signant quelques traités avec des chefs côtiers à partir de 1839. Le Gabon devient dès-lors une possession française, avec une installation permanente et la construction du fort d’Aumale en 1843. En 1848, 46 captifs libérés du navire l’Elizia sont débarqués au Gabon. C’est la fondation de Libreville sous son nom actuel.  Alors dépendant de Gorée, Le Gabon est rattaché en 1859 à un nouvel ensemble : les Établissements français de la Côte de l'Or et du Gabon dont Libreville est la capitale. 
En 1886, le Gabon est regroupé dans le Gabon-Congo un territoire dont la capitale est Libreville. Il est renommé Congo français en 1891.
La séparation entre les deux colonies a lieu en 1906. Le Gabon est rattaché à un plus vaste ensemble en 1910 : l’Afrique-Équatoriale française. 
Le Gabon reste au début du XXe siècle, un territoire peu maitrisé et contrôlé de manière très marginale par l’Administration coloniale. Des explorations à l’intérieur des terres ont eu lieu avec Compiègne, Brazza… mais le personnel administratif français est insuffisant pour couvrir efficacement ce territoire majoritairement couvert de forêt.

### Révoltes et "Pacification"
Plusieurs révoltes contre l’administration coloniale émaillent l’histoire du Gabon au début du XXe siècle
Quelques exemples :
- Emane Ntole, chef fang du village Nseghe s’est rebellé contre l’administration coloniale à la suite de conflits au sujet du commerce dans la région et également de la décision prise de faire déplacer son village pour installer des factoreries. Il livre une lutte féroce au colonisateur français de 1896 à 1902 où il se rend après avoir été trahi par ses beaux parents
- Les Tsogho de la Ngounié se soulèvent en 1904 contre les exactions des compagnies concessionnaires et l’impôt de capitation. Les combats ne cessent qu’en 1908 quand Mbombé, meneur de la révolte est arrêté.
- La révolte Punu a commencé en 1906 avec à sa tête le chef Mavurulu Nyonda Makita. Comme pour les Tsogho, les exactions des compagnies concessionnaires étaient la raison principale de la révolte. Après la capture de sa famille par les Français, Mavurulu Nyonda Makita se rendra en 1909.
- Les Fangs du nord du Gabon commencent à se soulever en 1907 et se nomment eux-mêmes « Binzima » (soldats en fang). Après plusieurs années d’affrontements, des négociations entre les Français et les insurgés permettent de préserver la vie des prisonniers. L’administration militaire est remplacée par une administration civile sauf à Mitzic, épicentre de la révolte.

### Première Guerre mondiale

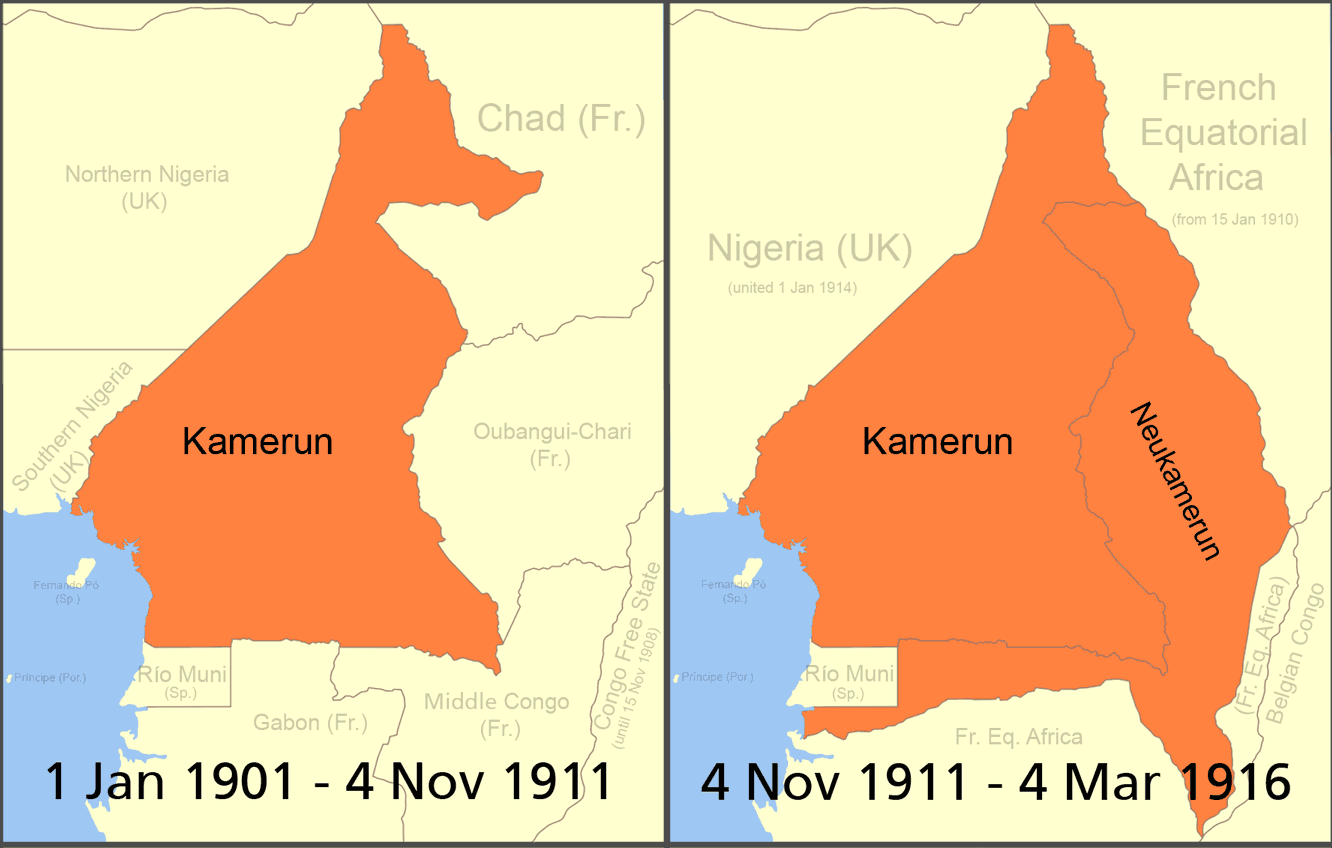
Cession à l'Allemagne des territoires du Nouveau-Cameroun en 1911.

Des combats de la Première Guerre mondiale se déroulent sur le territoire du Gabon. Une portion de territoire avait été cédée au Kamerun allemand en 1911. Un des premiers objectifs de la France dans cette région du monde était de reprendre le Neukamerun. Alliés aux Belges et aux Britanniques, les troupes coloniales françaises participent à la campagne du Cameroun. La colonne de Mitzic, composée de trois compagnies se heurte à une forte résistance allemande en septembre 1914 mais elle prend finalement Oyem et Bitam en juin et juillet 1915.

### Entre-deux-guerres
L’Entre-deux-guerres au Gabon voit naître un certain nombre de mouvements politiques commençant à remettre en cause la colonisation française, les discriminations raciales ou les exactions de l’administration coloniale.  En 1922, Le mouvement Jeunesse Gabonaise est fondé par Laurent Antchouey et Louis Bigmann. Il accueillera en son sein des personnalités telles que Léon Mba ou Benoît Ogoula Iquaqua. Avec son mensuel « L’écho gabonais » puis « La voix coloniale », Jeunesse Gabonaise contribue à diffuser une idéologie anticolonialiste parmi la population. Léon Mba se distingue à cette période par ses articles dans L’Echo Gabonais. Nommé chef de Canton, il est accusé en 1931 du meurtre de deux jeunes femmes et est déporté en Oubangui-Chari. Sa condamnation (3 ans de prison et 10 ans d’exil) paraît bien faible pour un tel crime. Il est communément admis qu’il a été sanctionné pour ses activités politiques et que le dossier criminel le concernant était sûrement vide. Il sera rejoint en Oubangui-Chari par Benoît Ogoula Iquaqua, jugé fou et accusé de troubles à l’ordre public en 1932.
L’activité politique des années trente est caractérisée par les enjeux identitaires et la naissance de plusieurs mouvements ethnoculturels. En 1933, des Métis peu satisfaits de leur statut créent l’amicale des Métis, ayant notamment pour but de favoriser l’éducations de membres défavorisés de leur groupe. Un mouvement, Mutuelle Gabonaise est créé par des noirs évolués en réponse, pour s’opposer aux privilèges accordés aux métis par l’administration coloniale. Les métis obtiendront en 1936 un décret du gouverneur leur accordant un statut spécial et la création en 1943 d’un cercle des métis. La question métisse est restée très prégnante au Gabon durant la période coloniale. En 1936 est créé un comité Mpongwè pour défendre les droits notamment fonciers de ce peuple, premier occupant de Libreville. Un comité Fang est créé en 1938 avec pour but de défendre les intérêts des Fangs du Gabon devant l’administration coloniale.

### Seconde Guerre mondiale
Des combats de la Seconde Guerre mondiale ont eu lieu sur le territoire gabonais. Ils ont eu lieu entre les troupes de Vichy et celles de la France Libre. Après le ralliement du Tchad, administré par Félix Éboué (1884-1944), les Forces françaises libres (1940-1943, FFL),s’emploient à prendre le reste de L’AEF et le Cameroun. Le Gabon est attaqué par terre et par mer à la fin octobre 1940. Mitzic est prise par les FFL. Le 9 novembre 1940, deux bâtiments vichystes sont coulés. Après de rudes combats, les forces vichystes capitulent. La reddition de Port-Gentil suivra le 12 novembre

### Développements politiques dans l’Après-Guerre
Comme dans beaucoup de colonies en Afrique, la Seconde Guerre mondiale a agi au Gabon comme un catalyseur sur la formation de mouvements nationalistes. En 1946, la constitution de la IVe République est adoptée. Le Gabon n’est plus formellement une colonie mais un territoire d'outre-mer au sein de l’Union Française. Le droit de vote est accordé à tous les habitants du territoire mais le principe du double collège subsiste pour la composition de l’assemblée territoriale. Plusieurs formation politiques sont créées. En 1945, le Parti Démocratique Africain de Paul Gondjout voit le jour. C’est au tour du Comité Mixte Gabonais d’être fondé en 1946 par Léon Mba sur les bases du Comité Fang. L’Union Démocratique Sociale Gabonaise, inspirée par l’UDSR de François Mitterrand est elle aussi créée en 1946 par Jean-Hilaire Aubame. Ce dernier remporte le scrutin législatif de 1946, devenant le premier député gabonais au Palais Bourbon. La première assemblée territoriale est élue en 1952.  Font leur entrée des hommes comme Paul Gondjout, Paul Marie Yembit. Les chefs des deux principales formation Mba et Aubame ont eux-aussi leur siège. En 1954, Mba et Gondjout se rapprochent et fusionnent leurs deux formations politiques pour créer le Bloc démocratique gabonais. Mba est élu en 1956 à la Mairie de Libreville. Les élections de 1957 sont celles qui désignent le premier Conseil de gouvernement. Une Majorité BDG se dégage. Paul Gondjout est élu président de l’assemblée, Mba est Vice-Président du Conseil. Un gouvernement de consensus est constitué avec 7 postes pour le BDG et 4 pour l’UDSG. En 1958, alors que la Constitution de la Ve République est soumise au vote, Les deux principales formations, Le BDG et l’UDSG soutiennent le « OUI ».  Seul le Parti de l’Unité Nationale Gabonaise (PUNGa) soutient le « NON ». Le OUI l’emporte à 92,6% et le Gabon entre dans la Communauté Française.

### Vers l’indépendance
En octobre 1958, le Gouverneur en poste à Libreville, Louis Sanmarco est mandaté par le conseil de gouvernement gabonais pour annoncer au gouvernement français sa volonté d’accéder au statut de département français comme le prévoit la constitution. Il reçoit une réponse négative du ministre de l’Outre-Mer, Bernard Cornut-Gentille : « Sanmarco, vous êtes tombé sur la tête ! N’avons-nous pas assez des Antilles ? Allez, l’indépendance comme tout le monde ! ». La plupart des représentants du peuple gabonais (aussi bien au BDG qu’à l’UDSG) croyait naïvement à un projet assimilationniste. En réalité, De Gaulle était formellement opposé à une départementalisation. Il dira à ce sujet (cité par Alain Peyrefitte) : « Nous ne pouvons pas tenir à bout de bras cette population prolifique comme des lapins (…). C’est une bonne affaire de les émanciper. Nos comptoirs, nos escales, nos petits territoires d’outre-mer, ça va, ce sont des poussières. Le reste est trop lourd ». « (…) Et puis (il baisse la voix), vous savez, c'était pour nous une chance à saisir : nous débarrasser de ce fardeau, beaucoup trop lourd maintenant pour nos épaules, à mesure que les peuples ont de plus en plus soif d'égalité. Nous avons échappé au pire ! (...) Au Gabon, Léon Mba voulait opter pour le statut de département français. En pleine Afrique équatoriale ! Ils nous seraient restés attachés comme des pierres au cou d'un nageur ! Nous avons eu toutes les peines du monde à les dissuader de choisir ce statut. Heureusement que la plupart de nos Africains ont bien voulu prendre paisiblement le chemin de l'autonomie, puis de l'indépendance ». Déçu par ce refus de la France, Léon Mba aurait dit à Foccart : « …comment vous Français pouvez-vous refuser cela, vous n’êtes pas patriote… ». 
Essuyant un refus sur l’option de la départementalisation, le Gabon s’engage alors dans  le processus qui le mène à l’indépendance. La première constitution gabonaise est promulguée le 19 février 1959, faisant du Gabon un Etat membre de la Communauté française, dotée d’un Gouvernement, d’une Assemblée Législative, d’un conseil juridique et d’un Conseil Economique et Social. Le 20 mai 1960, l’Assemblée Législative donne mandat au gouvernement pour conduire des négociations. Une délégation est formée, avec en son sein des hommes politiques et des représentants d’autorités traditionnelles. En juillet, des négociations se tiennent, débouchant sur les Accords de Paris signés par Léon Mba et par Michel Debré. La délégation fait son retour au Gabon le 22 juillet et le 23, les accords sont ratifiés par l’assemblée législative. L’indépendance est actée. Au soir du 16 Août 1960, Léon Mba lit la proclamation d’indépendance de la République Gabonaise. A minuit sont jouées les premières notes de la Concorde, l’hymne national.

## Économie
La « mise en valeur » du Gabon s’est d’abord faite au travers de compagnies concessionnaires. Le ministre des colonies André Lebon, imitant l’exemple du Congo de Léopold II attribue des concessions à 40 compagnies privées sur l’étendue du Congo Français à partir de 1898. Contrairement aux compagnies à charte britanniques, il n’y a pas de transfert de souveraineté. 
Sur leur périmètre d’action, les compagnies échangeaient des produits tels que l’ivoire ou le caoutchouc contre des produits d’importation européens (fusils, alcool, étoffes…). Les compagnies échangeaient ces produits en surévaluant largement leur valeur. Ainsi pour obtenir l’équivalent de la valeur réelle d’un kg de caoutchouc, un travailleur devait produire 1,330 kg. Un bénéfice très important était également réalisé par les compagnies en vendant les produits tirés de l’exploitation des concessions à des prix jusqu’à trois fois supérieurs à ceux où ils avaient été achetés.
L’exploitation du caoutchouc commença toutefois à péricliter à partir des années 1930. 
Comparé aux territoires avoisinants, le Gabon était sous-équipé en termes de routes. Ce manque peut être expliqué par le sous-peuplement, les précipitations importantes et l'hydrographie. Libreville ne sera reliée au reste du pays qu'à partir de 1938 avec la construction de la Nationale 1.

## Démographie
Le Gabon fait partie de la zone dite de sous-peuplement de l’Afrique centrale. La très faible densité de population de la région a suscité différentes études. Le système socio-économique ayant eu cours au Gabon dans la période coloniale aurait sa part de responsabilité dans le faible peuplement du Gabon. Le système des compagnies concessionnaires, exploitant les bois tropicaux et l’hévéa a provoqué une désintégration des sociétés pré-coloniales. Le recrutement massif de jeunes hommes et leur déplacement afin de les faire travailler dans les concessions a provoqué un déséquilibre du sex ratio aussi bien dans les zones de départ que d’accueil et une destruction des communautés agricoles traditionnelles, les hommes étant indisponibles pour travailler la terre. La diffusion de maladies vénériennes rendant parfois stériles aurait fait baisser une natalité déjà faible. La trypanosomiase (maladie du sommeil), invoquée comme une des causes possibles du faible peuplement du Gabon aurait connu une aggravation du fait des grands déplacements de population qui auraient facilité la diffusion de la maladie. 
Après une phase de décroissance commencée vers 1880, la population gabonaise se serait stabilisée à partir des années 1920 du fait des progrès de la médecine coloniale. Au moment de l’indépendance en 1960, la population recensée était de 448 010. Plusieurs estimations ont été tentées. La fiabilité des recensements coloniaux est discutée mais tous notent ces deux phases de baisse et de stabilisation. Le tableau ci-dessous est issu de la thèse de Michel François publiée en 1977 :  
| Année  | Population |
| ------ | ---------- |
| 1908   | 600 000    |
| 1917   | 482 545    |
| 1936   | 455 000    |
| 1939   | 442 956    |
| 1943   | 438 297    |
| 1946   | 421 000    |
| 1948   | 410 894    |
| 1950   | 405 400    |
| 1953   | 392 744    |
| 1955   | 401 874    |
| 1956   | 408 286    |
| 1957   | 412 306    |
| 1959   | 416 000    |
| (1960) | (448 010)  |

## Évolution territoriale
Le territoire du Gabon colonial a évolué à plusieurs reprises. Le Gabon incluait à l’origine le Kouilou et une partie de l’actuelle Sangha. 
Il a été amputé de toute une partie du Nord à l’issue d’un accord avec l’Allemagne en 1911. En 1918, Le Gabon récupère le Woleu-Ntem et perd le Kouilou cédé à Brazzaville. En 1925, Le Haut-Ogooué est lui aussi placé sous administration directe de Brazzaville. En 1946, Le Haut-Ogooué revient au Gabon qui arrive ainsi à ses frontières contemporaines.

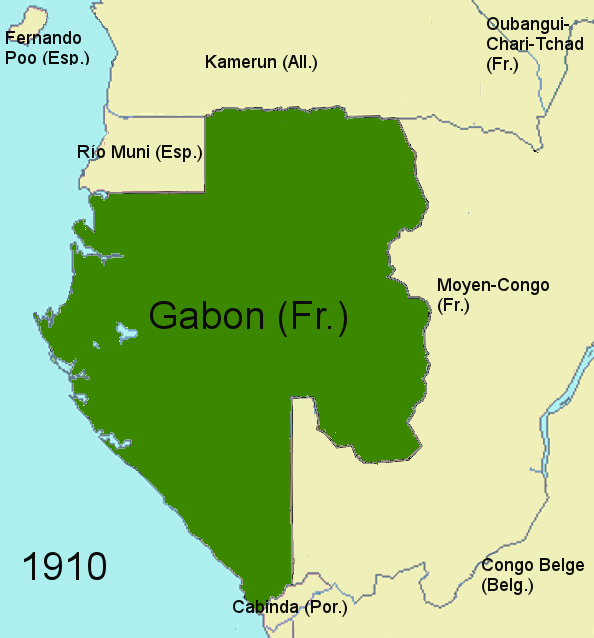
Carte du Gabon en 1910
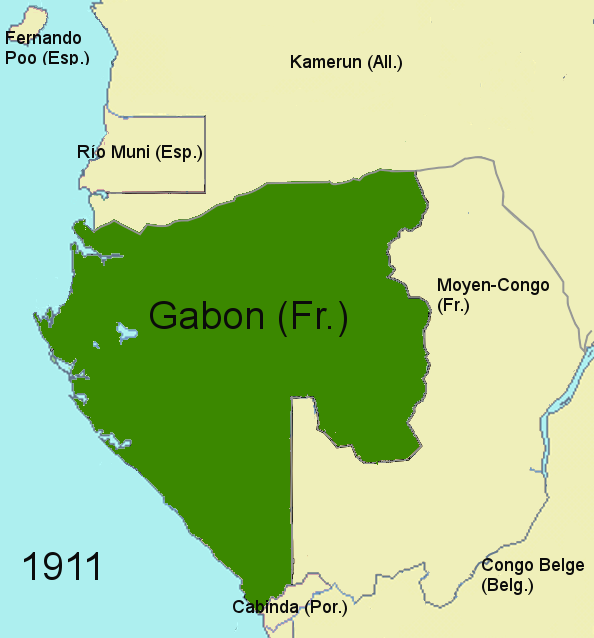
Carte du Gabon en 1911
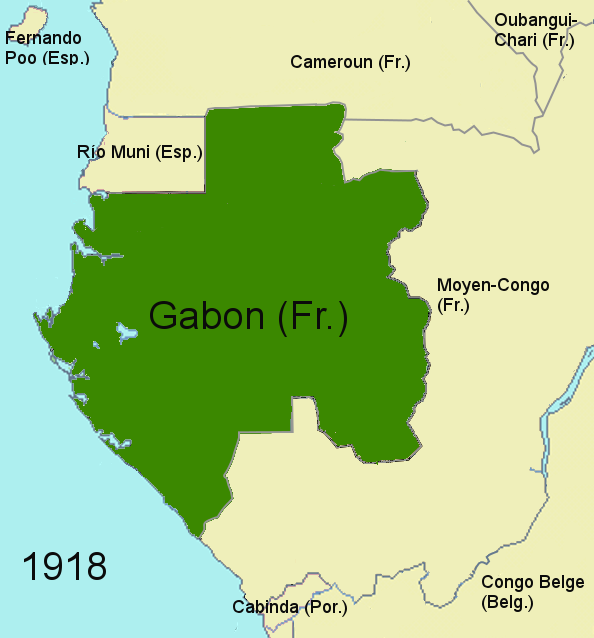
Carte du Gabon en 1918
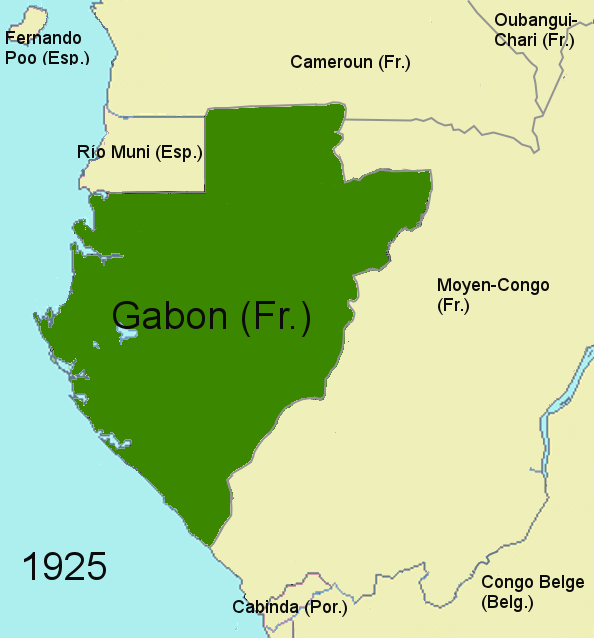
Carte du Gabon en 1925
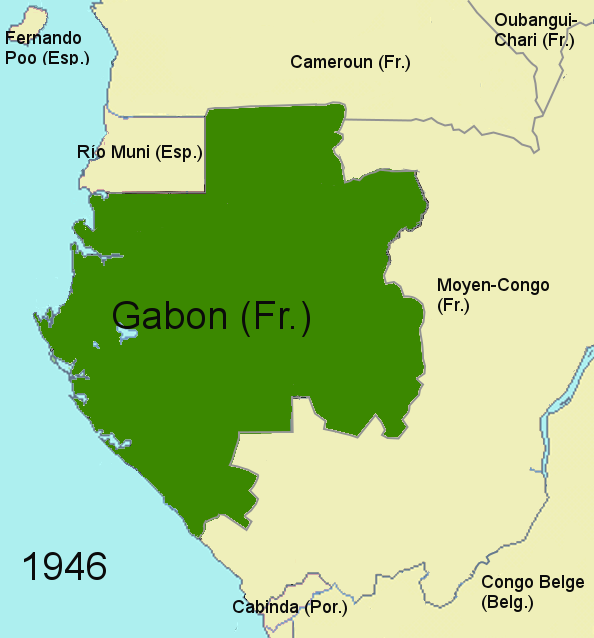
Carte du Gabon en 1946